# Reteporella syrtoxylon
Reteporella syrtoxylon är en mossdjursart som beskrevs av Gordon 1989. Reteporella syrtoxylon ingår i släktet Reteporella och familjen Phidoloporidae. Inga underarter finns listade i Catalogue of Life.